# Donau-Mehlbeere
Die Donau-Mehlbeere (Sorbus danubialis) ist eine Pflanzenart aus der Gattung der Mehlbeeren (Sorbus) innerhalb der Familie der Rosengewächse (Rosaceae). Sorbus danubialis gehört zur Mehlbeeren-Untergattung Aria Pers. Sie besitzt einen tetraploiden Chromosomensatz und bildet vermutlich mit der Elsbeere (Sorbus torminalis) fixierte Bastarde.
Der Name Aria danubialis ist ein Synonym.

## Beschreibung
Die Donau-Mehlbeere ist ein 1 bis 4 Meter hoher Strauch oder kleiner Baum mit Wuchshöhen von bis zu 5 Metern.
Sorbus danubialis  kann von den ebenfalls polyploiden süddeutschen Arten der Hügel-Mehlbeere  (Sorbus collina) und der Tauber-Mehlbeere (Sorbus dubronensis) anhand ihrer Blattform und charakteristischen Blattzähnung gut unterschieden werden.
Die Blätter der Art haben im Vegetationsjahr eine rasch derbe Textur. Die Echte Mehlbeere (Sorbus aria s. str.) der Schwäbischen und Fränkischen Alb, des Schwarzwaldes und aus Thüringen ist diploid. Entgegen der Echten Mehlbeere im engeren Sinne ist Sorbus danubialis also eine derbblättrige Aria-Sippe. In der Arealüberschneidung beider Arten treten triploide Bastarde auf.
Die Blattunterseite der Donau-Mehlbeere ist bleibend weißfilzig. Die Donau-Mehlbeere hat kreisförmige bis breit-rhombische, etwas längere als breite Blätter. Die Scheinfrüchte sind karminrot, breitrund und apfelförmig.

## Verbreitung
Innerhalb Europas tritt die Art in Deutschland, Österreich, Tschechien, Slowakei und Ungarn auf. In Deutschland konnte die Mehlbeere bisher nur in Bayern nachgewiesen werden, nämlich auf  der Südlichen und Mittleren Frankenalb, von Regensburg bis ins untere Vilstal, nordwestlich bis Weißenburg, westlich bis Neuburg und Pappenheim.

## Ökologie und Soziologie
Die Sippe gedeiht in Bayern auf kalkhaltigem Untergrund zwischen 200 und 500 m Höhe, angereichert im Bereich von primär waldfreien, dolomitisierten Jurakalk-Felsen entlang der Täler, dabei oft strauchförmig in Felsspalten. Besiedelt werden daneben Waldränder und lichte Kiefernwälder. Sorbus danubialis ist mit Ligustrum vulgare, Prunus mahaleb, Sorbus collina und endemischen Mehlbeerenbastarden der Sorbus latifolia-Gruppe vergesellschaftet.

## Entdeckung und Namensgebung
Die Erstbeschreibungen der Donau-Mehlbeere gehen auf Sándor Jávorka und Zoltan Kárpáti zurück. Die bei Jávorka als Sorbus cretica abgebildete Sippe wird bei Kárpáti von Sorbus graeca abgegrenzt und als Übergangssippe Sorbus umbellata-graeca eingestuft. Sorbus danubialis wird dann von R. Düll bei Herbarrevisionen in Regensburg (REG) erkannt. N. Meyer berichtet 2005 umfassend über die Art.
Der Artname danubialis geht auf das lateinische Wort „danubius“ für Donau, dem Fundort der Art in Ungarn, zurück.

## Gefährdung
Die Rote Liste der Farn- und Blütenpflanzen Deutschlands bewertet die Vorkommen von Sorbus danubialis für Deutschland als gefährdet.